# Barda (Bojanów)
Barda – część wsi Bojanów w Polsce położona w województwie podkarpackim, w powiecie stalowowolskim, w gminie Bojanów.
W latach 1975–1998 Barda administracyjnie należała do województwa tarnobrzeskiego.